# Neofolk
Neofolk je forma hudby mísící prvky lidové a industriální hudby, která se objevila v punkrockových kruzích v 80. letech 20. století. Neofolk může být buď pouze akustický, nebo může kombinovat akustické lidové vybavení (hudební nástroje včetně historických) s různými jinými zvuky a moderními hudebními prostředky.
Do neofolkových kapel lze zařadit  např. skupiny Current 93, Omnia, Faun, Death in June, Forseti, Of the Wand and the Moon, Orplid, Darkwood, Heilung a mnoho dalších. Mnoho neofolkových prvků lze nalézt také v black metalu. V neofolku se typicky objevují témata blízká novopohanství nebo různé odkazy na kultury či historické události středověku a starověku.